# Basigonia anisoscia
Basigonia anisoscia är en fjärilsart som beskrevs av Diakonoff 1983. Basigonia anisoscia ingår i släktet Basigonia och familjen vecklare. Inga underarter finns listade i Catalogue of Life.